# Kemal Monteno
Kemal Monteno (ur. 17 września 1948 w Sarajewie, zm. 21 stycznia 2015 w Zagrzebiu) – bośniacki muzyk i pieśniarz. Bywa nazywany „bośniackim Royem Orbisonem”.
Jego ojciec był Włochem, natomiast matka miała pochodzenie boszniackie.
W swojej twórczości muzycznej łączył motywy właściwe dla bośniackiej sevdalinki z elementami śródziemnomorskimi. Jego dorobek fonograficzny obejmuje 14 albumów. Artysta współpracował z wieloma muzykami, m.in. Arsenem Dediciem, Oliverem Dragojeviciem, Nedą Ukraden i Zdravko Čoliciem, dla którego napisał utwory „Sinoć nisi bila tu” i „Gori Vatra”.

## Dyskografia
Albumy studyjne
- Muziko, ljubavi moja (1973)
- Žene, žene (1975)
- Moje pjesme, moji snovi (1977)
- Za svoju dušu (1980)
- Dolly Bell (1981)
- Uvijek ti se vraćam (1984)
- Moje najdraže pjesme (1985)
- Romantična ploča (1986)
- Kako da te zaboravim (1987)
- Dunje i kolači (2004)
- Samo malo ljubavi (2009)
- Šta je život (2013)

Single i EP

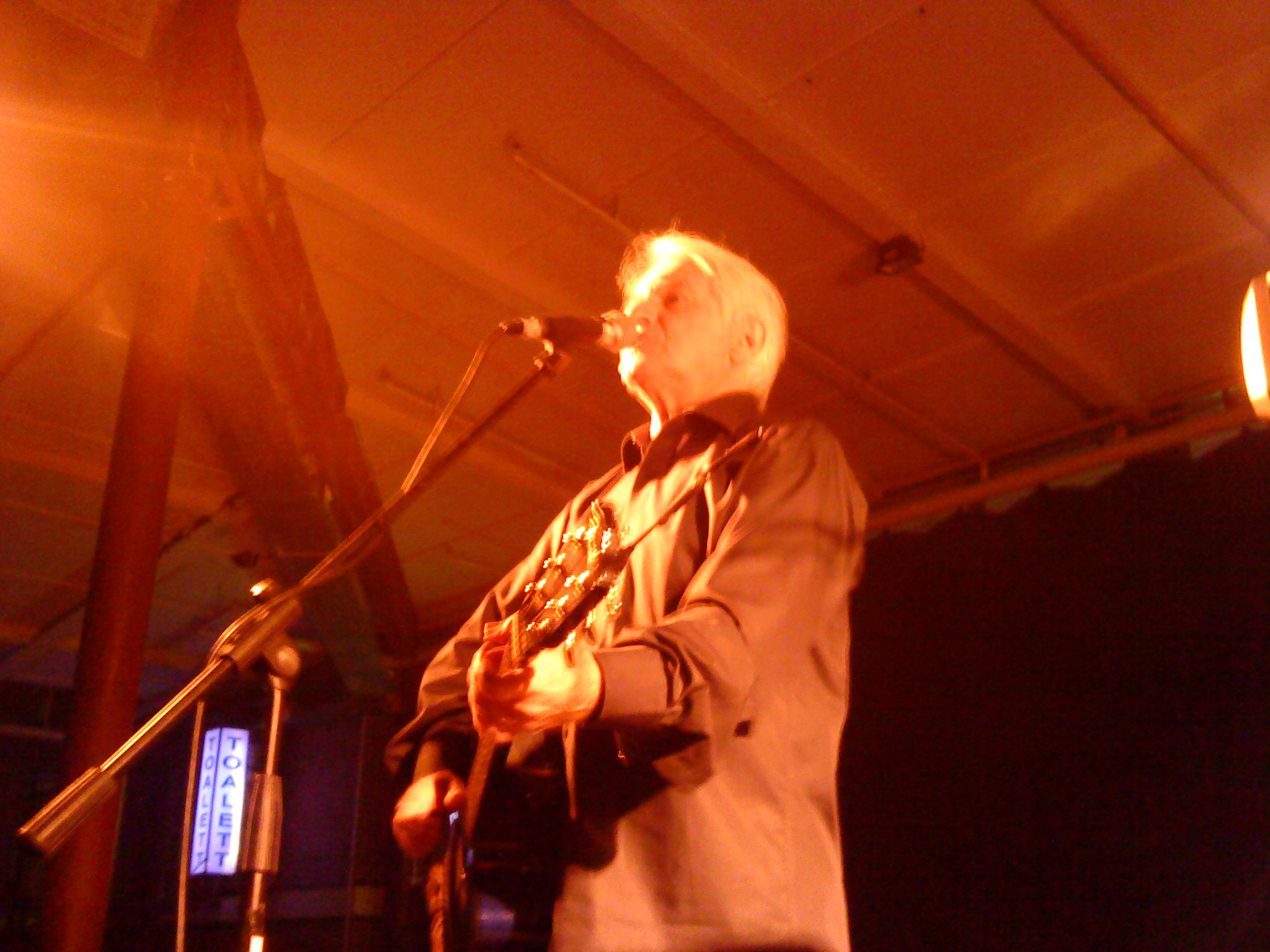
Kemal Monteno, Malmö, 2010

- Sviraj, gitaro moja / Još juče bili smo sretni (1969)
- Tužna je muzika / Pružam ti ruke (1971)
- Što sam ti skrivio, živote moj / Jedne noći u Decembru (1971)
- Laž (1972)
- Dušo moja / Nana (1973)
- Pahuljice moja (1974)
- Moj prijatelj ari / Mali mir (1974)
- Adrijana / Novembar (1974)
- Pjesma zaljubljenika / Znam sve o tebi (1975)
- Hiljade bijelih marama / Kad nas jednom godine odnesu (1976)
- Tajna žena / Kad smo pošli mi u šumu (1976)
- Sarajevo, ljubavi moja / Kratak je svaki tren (1976)
- Ljubavna bol (1977)
- Cvite bili iz Đardina / Nemoj reći doviđenja (1977)
- Volim te živote kakav jesi / Na kraju grada (1978)
- Sunce djetinjstva / Putovanja, putovanja (1978)
- Nije htjela / Nek' sviraju gitare (1978)
- Ej, srećo moja / Čekat ću te (1978)
- Adriana, Adriana / Bracera (1979)
- Postoji li mjesto / Ti si moja poezija (1979)
- Energoinvest (1982)

Kompilacje
- Volim te živote kakav jesi (1978)
- The Platinum Collection (2007)
- The Best Of... // Live (2012)
- 50 originalnih pjesama (2014)